# Automolis jansei
Automolis jansei är en fjärilsart som beskrevs av Sergius G. Kiriakoff 1957. Automolis jansei ingår i släktet Automolis och familjen björnspinnare. Inga underarter finns listade i Catalogue of Life.